# Мартін Стрінгарі
Мартін Стрінгарі (ісп. Martin Stringari; нар. 9 жовтня 1971) — колишній аргентинський тенісист.
Найвищу одиночну позицію світового рейтингу — 125 місце досяг 5 квітня 1993, парну — 228 місце — 12 травня 1997 року.

## Титули на челленджерах

### Одиночний розряд: (1)
| Ранг | Рік  | Турнір              | Покриття | Суперник        | Рахунок       |
| ---- | ---- | ------------------- | -------- | --------------- | ------------- |
| 1.   | 1992 | Сан-Паулу, Бразилія | Ґрунт    | Ніколас Перейра | 6–3, 3–6, 6–2 |

### Парний розряд: (1)
| Ранг | Рік  | Турнір             | Покриття | Партнер          | Суперники                   | Рахунок  |
| ---- | ---- | ------------------ | -------- | ---------------- | --------------------------- | -------- |
| 1.   | 1994 | Кампінас, Бразилія | Ґрунт    | Патрісіо Арнольд | Андрес Аларкон Маріо Рінкон | 6–1, 6–3 |